# Ундервуд (компанія)
Компанія з виробництва друкарських машинок «Ундервуд» або «Андервуд» (англ. «Underwood»), підприємство, що працювало в Нью-Йорку, один з перших масових виробників друкарських машинок. До 1939 року підприємство виготовило п'ять мільйонів машинок.

## Історія

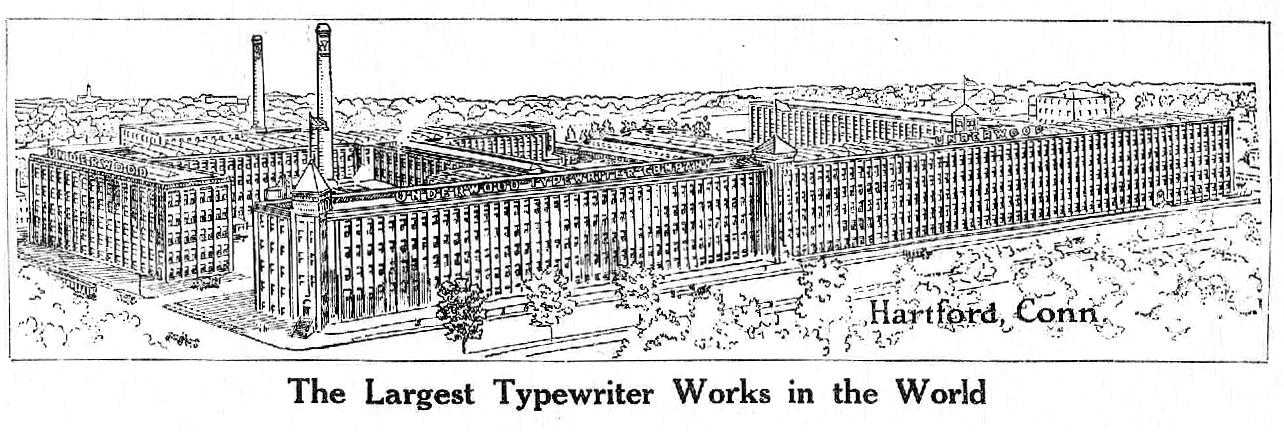
Завод «Андервуд» у Хартфорді, бл. 1911—1912 р.

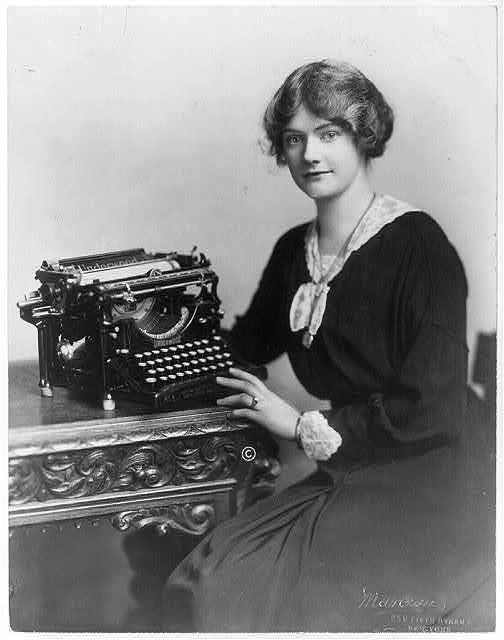
Жінка з машинкою Underwood, бл. 1918 р.

З 1874 року родинне підприємство «Underwood» на чолі з Джоном Ундервудом виготовляло стрічки для друкарських машинок і вуглецевий папір, а також входила до ряду фірм, які виробляли ці товари для компанії «Ремінгтон». Коли «Ремінгтон» вирішили самостійно виготовляти стрічки, в «Underwood» вирішили виготовляти машинки. 
Один з фахівців компанії «Ремінгтон» американець німецького походження Франц Ксавер Вагнер показав машинку, над удосконаленням якої працював самостійно, Джону Ундервуду. Йому сподобався виріб Вагнера і вони домовились про виробництво. 1894 року машинку запатентували. Перші машинки від «Underwood» які випустили між 1896 і 1900 роками, мали клеймо фірми Вагнера..
П'ята модель машинок «Андервуд», що вийшла 1900 року, описувалась як «перша справді сучасна друкарська машинка». На початку 1920-х було продано два мільйони таких машинок. Обсяги продажів «дорівнювали до обсягу продажів машинок інших фірм разом узятих».
За кілька років до Другої світової війни Андервуд побудував найбільшу в світі друкарську машинку, намагаючись таким чином привернути увагу до продукції. Машинку можна було оглянути на причалі в Атлантік-Сіті. Величезну металеву машинку переплавили, коли почалася війна. 
Ундервуди активно завозилися в Росію, ними користувались у Російській імперії та у Радянському Союзі. 
Під час Другої світової війни «Underwood» виробляли карабіни M1. Приблизно 540 000 карабінів М1 виготовили з кінця 1942 року по травень 1944 року.  
У 1960-х роках, після зміни власників, фірма Olivetti-Underwood почала виготовляти електромеханічні арифмометри.      

## В музеях України
У Національному музеї історії України зберігається машинка, що належада Левку Чикаленку – члену та співробітнику Секретаріату Української Центральної Ради. У Тернопільському обласному краєзнавчому музеї зберігається «Underwood» 1920-х років випуску, що належала Івану Мазуру – відомому в Тернополі лікарю-офтальмологу.

## Галерея

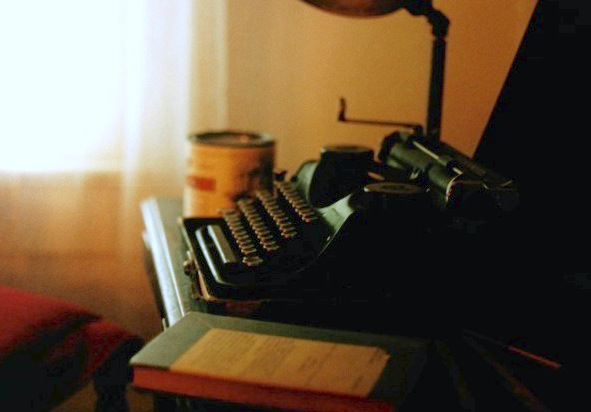
Портативна машинка Вільяма Фолкнера у його кабінеті в Роуан-Дубі, тепер музейний експонат в Університеті Міссісіпі
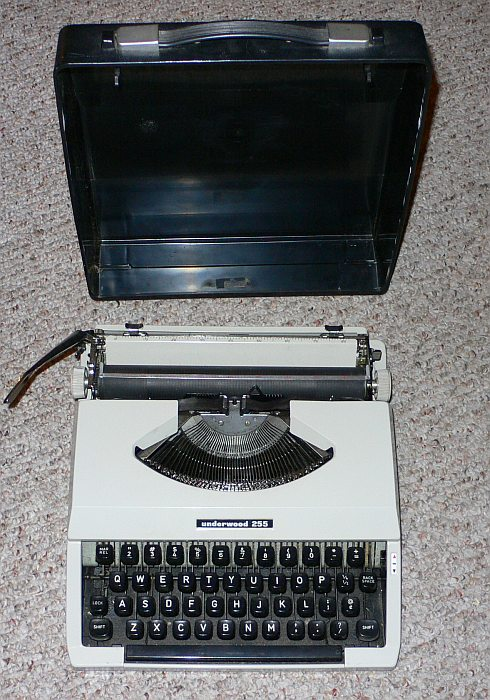
Портативна машинка для студентів, виготовлена приблизно 1977 року в Японії
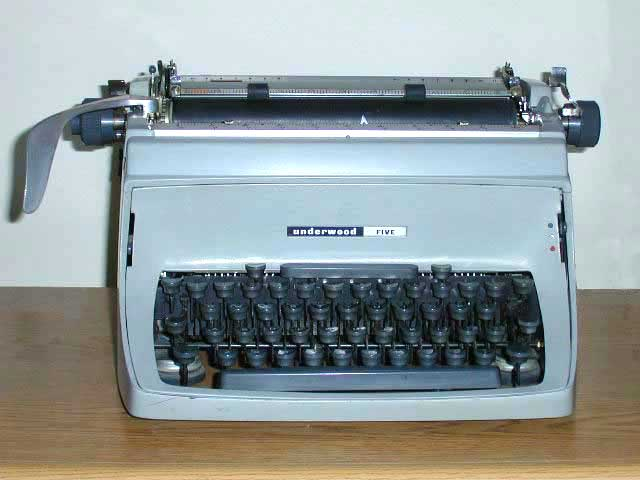
Underwood Touch-Master 5 — одна з останніх моделей, виготовлених на заводі Underwood на початку 1960-х
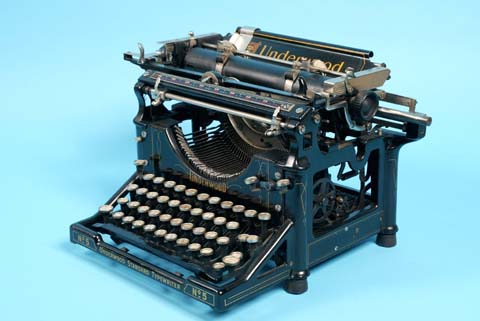
Андервуд № 5 у колекції Дитячого музею Індіанаполіса
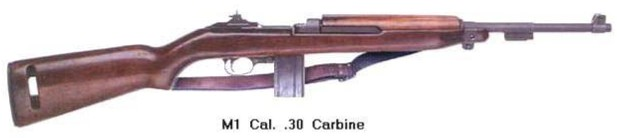
карабіни M1, які виготовлялись замість машинок під час війни
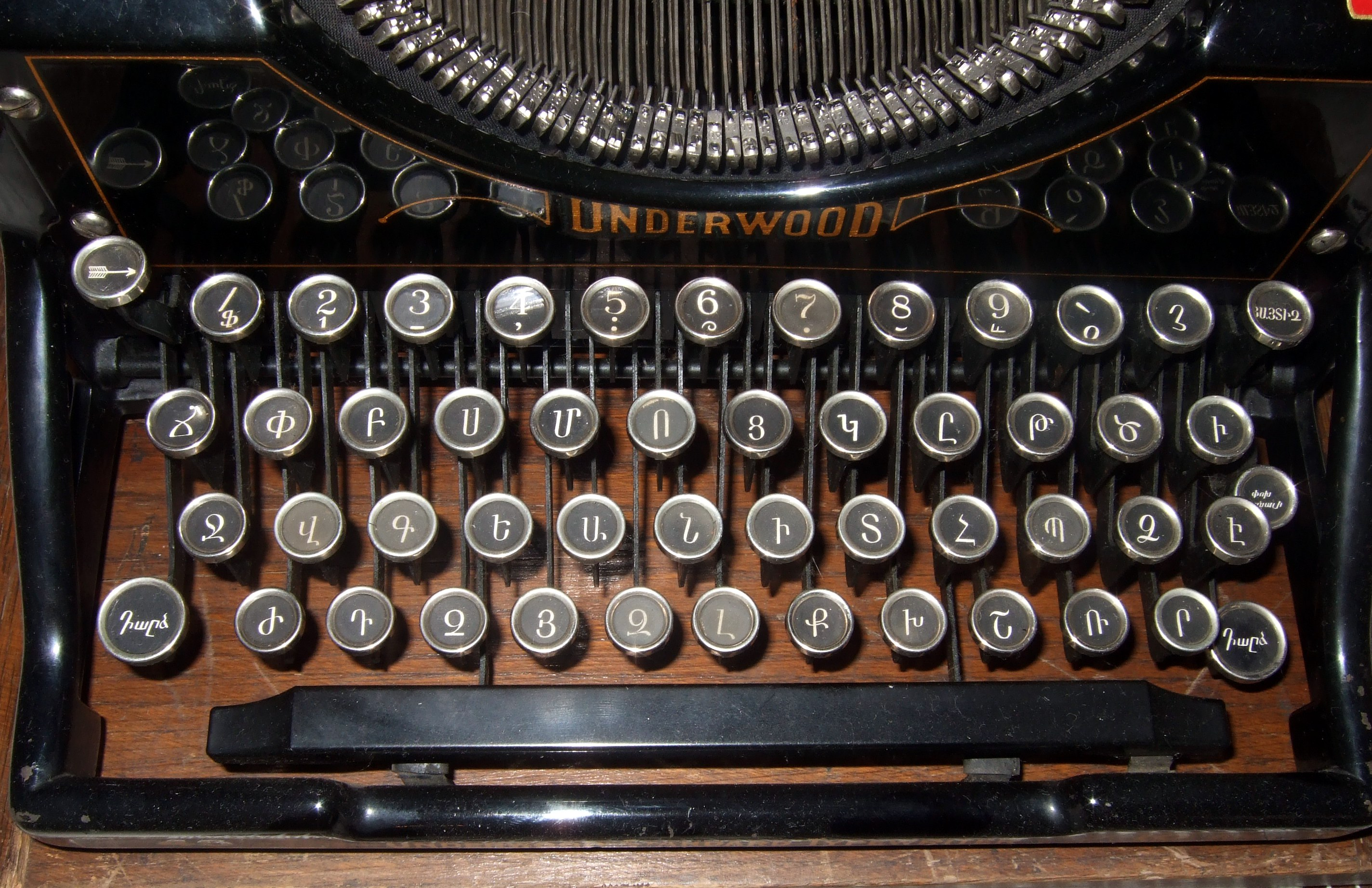
Машинка Андервуд з літерами вірменської абетки
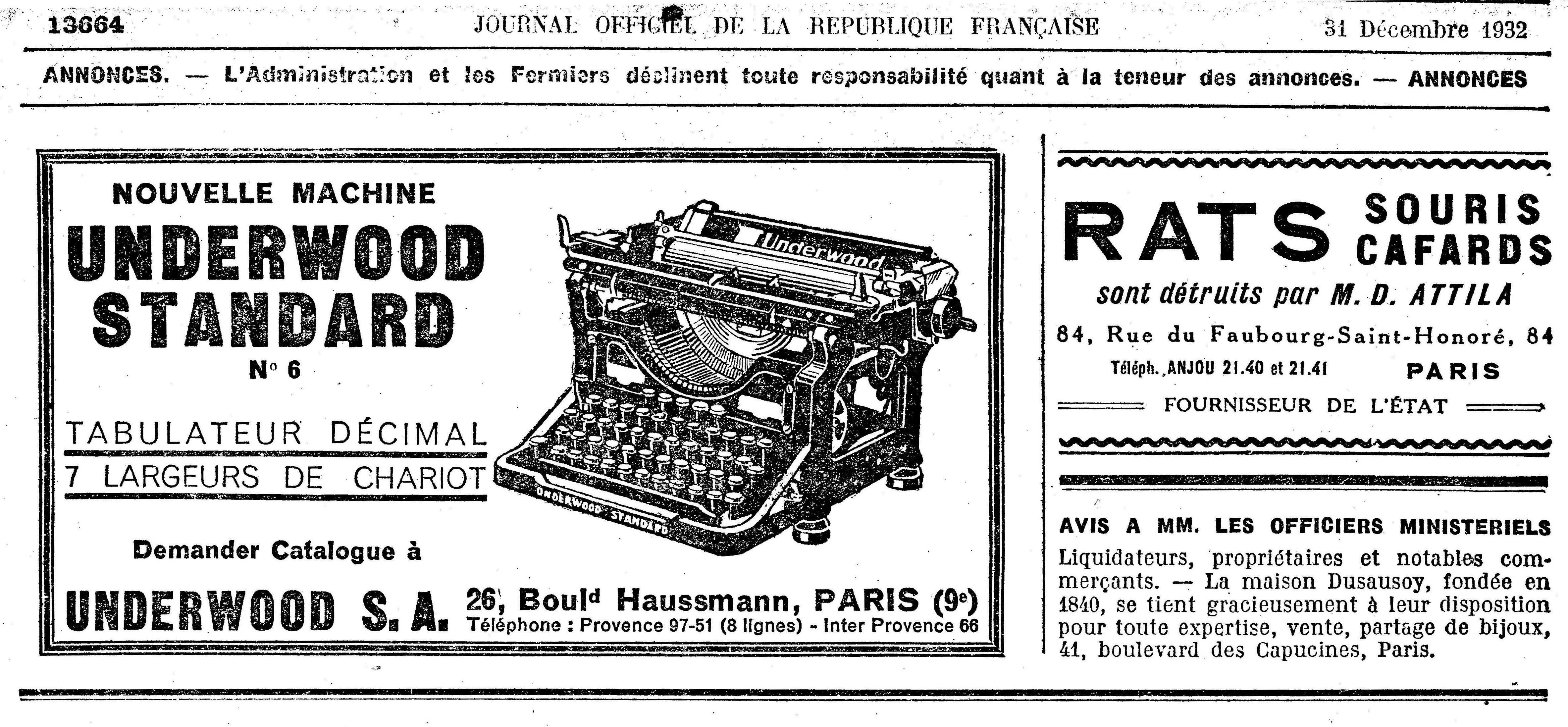
Реклама "Underwood стандарт № 6" французькою
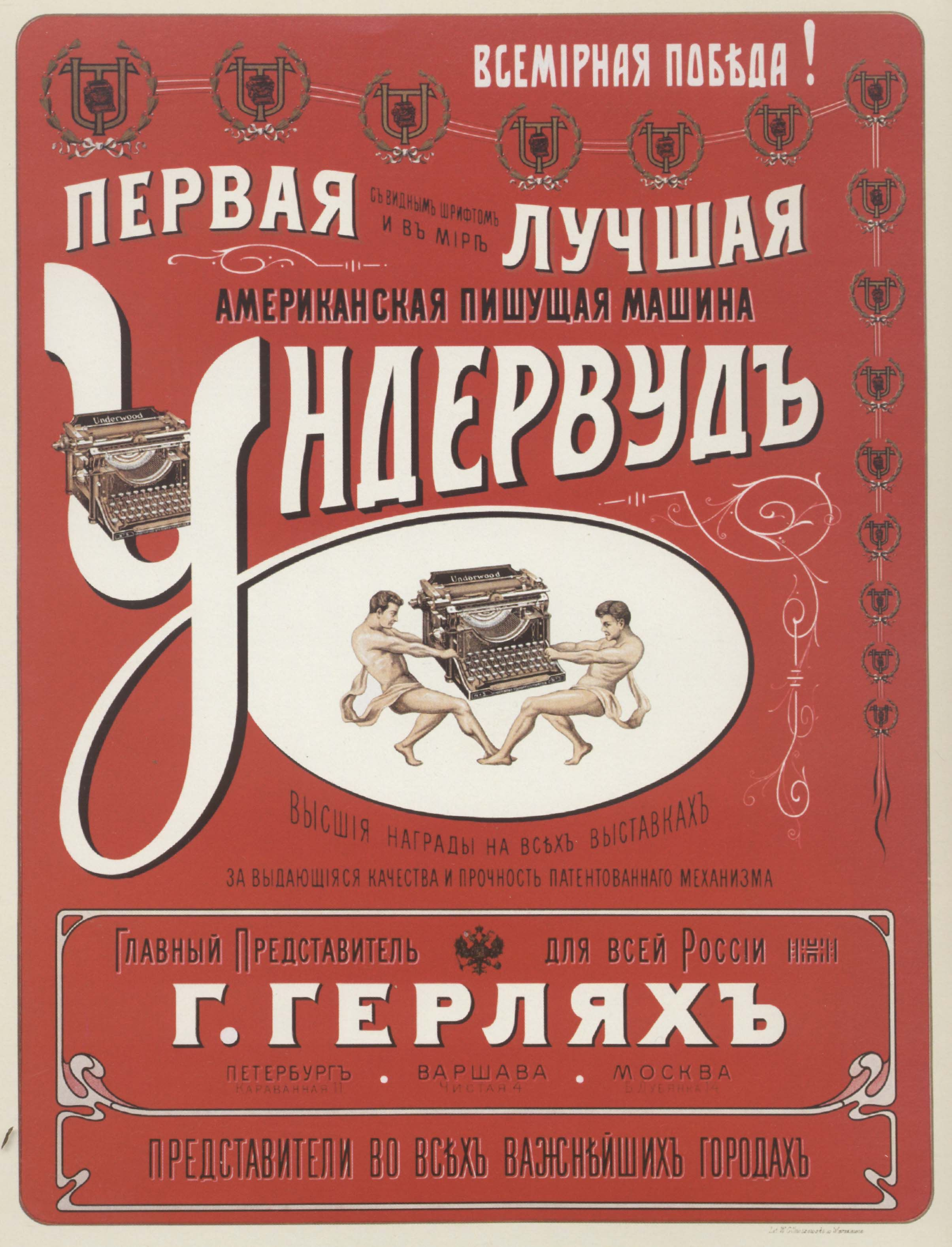
Реклама машинок у Росії (1900)
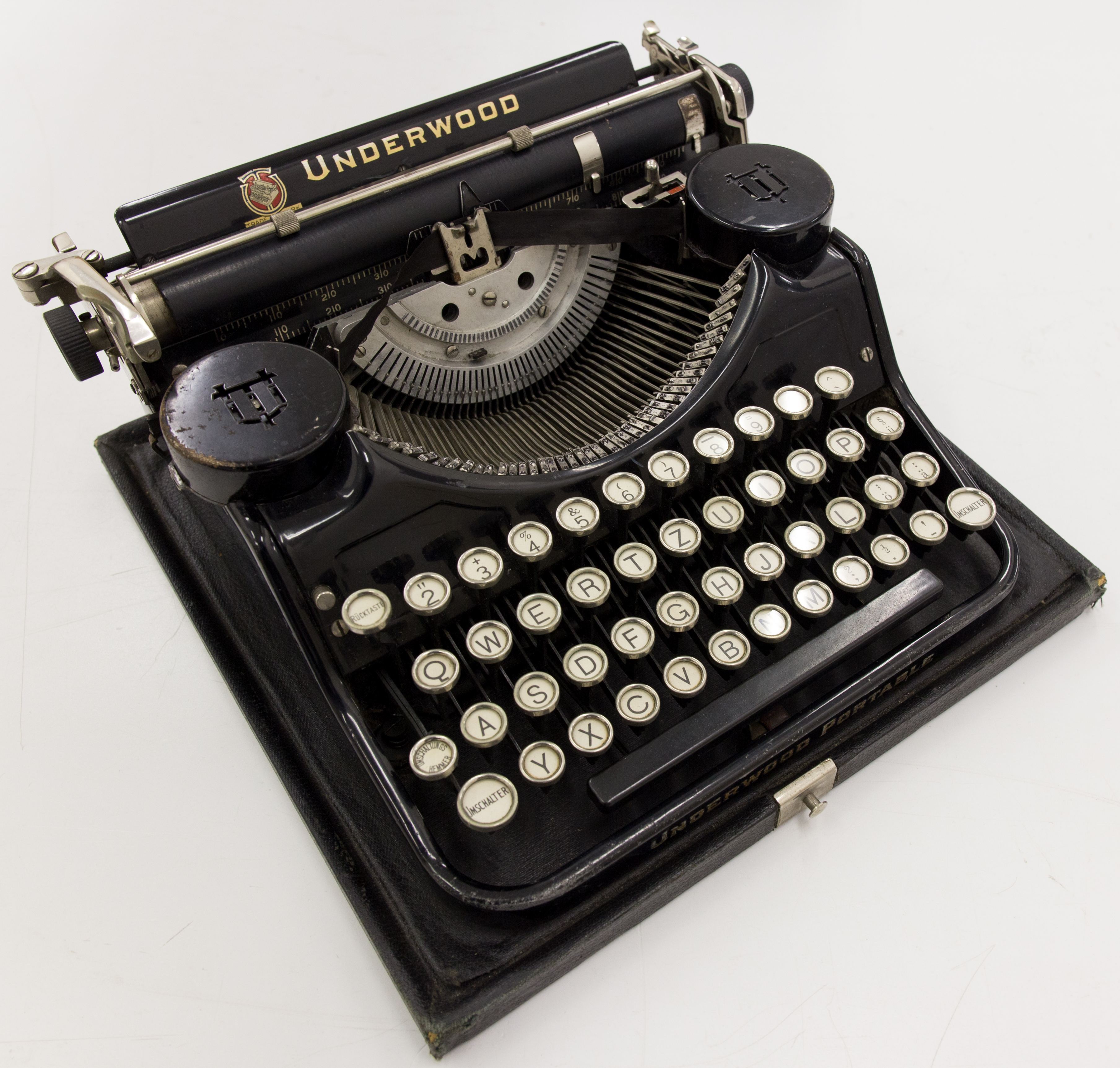
Машинка Underwood Portable в музеї Europäischer Kulturen